# Virus de Ravn
El virus de Ravn (RAVV) es un pariente cercano del virus Marburg (MARV). El RAVV causa la enfermedad del virus de Marburg en humanos y primates no humanos, una forma de fiebre hemorrágica viral. RAVV es un agente patógeno del grupo de riesgo 4 de la Organización Mundial de la Salud (que requiere contención equivalente al nivel de bioseguridad 4), Institutos Nacionales de Salud/Instituto Nacional de Alergias y Enfermedades Infecciosas Categoría A Patógeno prioritario, Centros para el control y la prevención de enfermedades, además de agente de bioterrorismo de categoría A.[cita requerida]

## Ecología
En 2009, se informó el aislamiento exitoso de RAVV infeccioso en algunos miembros de la especie rousettes egipcias (Rousettus aegyptiacus). Este aislamiento, junto con el aislamiento del MARV, sugiere fuertemente que los murciélagos frugívoros del Viejo Mundo están involucrados en el mantenimiento natural de los marburgvirus.